# Folioscopio

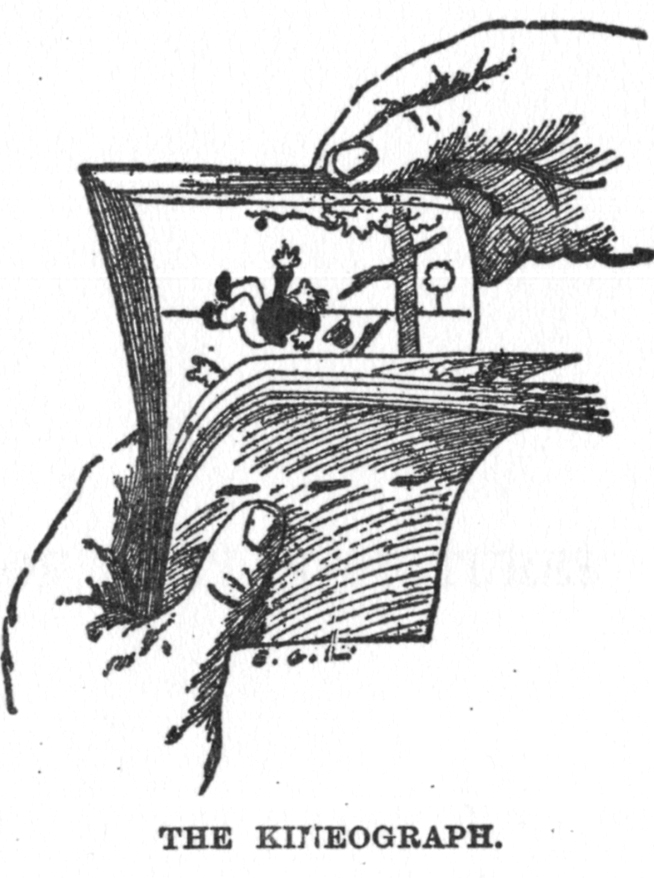
Ilustración de un folioscopio realizada por John Barnes Linnet en 1886.

Un folioscopio o filoscopio (flip book o flick book, en inglés) es un libro que contiene una serie de imágenes que varían gradualmente de una página a la siguiente, para que, cuando las páginas se pasen rápidamente, las imágenes parezcan animarse. 

## Origen
La primera evidencia que tenemos de un mecanismo como este es el motuscopio (del latín "motus", movimiento y del griego "skopein", contemplar) de Philippe Jacob Lautenburger. Lautenburger fue un artista que en 1760 elaboró un cuaderno en el que dibujó en las páginas impares una imagen. En cada página aparecía la misma figura en distintas fases de un movimiento. Al pasar las páginas del cuaderno rápidamente se producía la ilusión de movimiento de la figura. Esto se lograba además por el hecho de que todas las figuras tenían el mismo tamaño y ocupaban el mismo lugar en las respectivas páginas.
Basándose en este mismo mecanismo, en 1898 Henry William Short patenta el filoscopio, cambiando en este caso los dibujos por fotografías. Este mecanismo se comercializó con las hojas del cuaderno introducidas en una pequeña caja de madera que las mantenía por un lado presionadas, activando el mecanismo de forma automatizada al presionar una pequeña palanca.

## Funcionalidad
Los folioscopios son esencialmente una forma primitiva de animación. Como una película cinematográfica, se basan en la persistencia retiniana para crear la ilusión de movimiento continuo en lugar de una serie de imágenes discontinuas sucesivas. En lugar de leer de izquierda a derecha, el espectador simplemente fija la vista en el mismo lugar de la imagen mientras se voltean las páginas. El libro debe también ser recorrido con suficiente velocidad para que se cree la ilusión, por eso la forma normal de verlo es teniendo el folioscopio con una mano y pasando las páginas con el pulgar de la otra mano; por ello se ha acuñado el término cine de pulgar que refleja este proceso.

## Historia y usos culturales
A veces se ha supuesto que el folioscopio ha existido desde muchos antes de la invención de los dispositivos de animación más complejos del siglo XIX como el fenaquitoscopio y el zoótropo, pero no se ha encontrado evidencia concluyente. Existen algunos libros medievales con imágenes secuenciales, como Sigenot (1470). Las ilustraciones en este libro son enmarcadas y tienen intervalos cortos entre las diferentes fases de acción, pero las imágenes no pueden producir la ilusión de un movimiento fluido. La noción necesaria de medidas más pequeñas que un segundo no se desarrollaría realmente hasta el siglo XIX.
El primer folioscopio fue patentado por el británico John Barnes Linnet en septiembre de 1868 con el nombre de kineograph. Fue la primera forma de animación que utilizaba una secuencia lineal de imágenes en lugar de la circular, la utilizada por el fenaquitoscopio. El pionero del cine alemán Max Skladanowsky exhibió por primera vez sus imágenes fotográficas en serie en forma de folioscopio en 1894, mientras que él y su hermano Emil no desarrollaron un proyector cinematográfico propio hasta el año siguiente.
En 1895, Herman Caler y Dickson inventaron una especie de folioscopio mecanizado llamado mutoscopio, que montaba las páginas en un cilindro rotativo en vez de tener forma de libro. El mutoscopio siguió siendo una atracción popular hasta mediados del siglo XX, utilizado como máquinas que funcionaban con monedas en los parques de atracciones y salones recreativos. En 1897, el cineasta inglés Henry William Short empezó a comercializar su folioscopio, se trataba de un libro plegable colocado en un soporte metálico para facilitar el pase de las páginas.
Los folioscopios se consideran en la actualidad un juguete infantil, aunque en los Estados Unidos, fueron una vez “premios” en las cajas de cereales y galletas. Sin embargo, más allá de su papel en los inicios del cine, desde su creación ha sido una herramienta de promoción efectiva para productos para adultos como automóviles y cigarrillos. Hoy en día, continúan siendo utilizados en estrategias de marketing, así como en el arte y colecciones fotográficas. Los folioscopios antiguos son muy populares entre coleccionistas, sobre todo aquellos más difíciles de conseguir, los creados entre finales del siglo XIX y principios del XX, que han llegado a obtener miles de euros en ventas y subastas.
Desde 2007, Walt Disney Animation Studios ha iniciado sus películas con un logotipo de producción que inicialmente evoca a un folioscopio. Comienza con la representación de una página de papel vacía, luego, cuando las páginas comienzan a pasar, se dibujan los detalles de Mickey Mouse en Steamboat Willie. 
El primer festival internacional de flip books se celebró en 2004, por la Akademie Schloss Solitude en Stuttgart. Otro festival internacional de este tipo se celebró en Linz, Austria en 2005.
En 2010, los servicios postales de Hungría lanzaron un folioscopio e sellos que representaban un gömböc en movimiento. Israel creó un "Cuadernillo de sellos de animación israelí" ese mismo año, en conmemoración del "250 ° aniversario del Folioscopio". 
El diseño del pasaporte finlandés lanzado en 2012 contiene un flip book de un alce caminando.